# Adèle Evrard
Pour les articles homonymes, voir Evrard.
Adèle Evrard, née à Ath, le 5 octobre 1792 et morte dans la même ville le 22 juillet 1889, est une peintre belge connue pour ses natures mortes et la représentation de fleurs et de fruits.
Présente à plus d'une vingtaine d'expositions triennales belges, ainsi qu'à de nombreux salons en France et aux Pays-Bas, une de ses œuvres est conservée au Musée d'Amsterdam.

## Biographie

### Famille
Adèle (Adelle Agnès Antoine) Evrard, née à Ath le 5 octobre 1792, est la huitième des neuf enfants fils de Philippe Joseph Evrard (1756), marchand, et de Pétronille Adrienne Bogaert (1763), mariés à Grammont en 1782.

### Formation
Adèle Evrard se forme à la peinture auprès de son beau-frère Julien Ducorron, paysagiste qui a épousé en 1806 sa sœur Henriette Evrard (1784-1878). Elle commence à exposer au Salon de Douai en 1819.

### Carrière

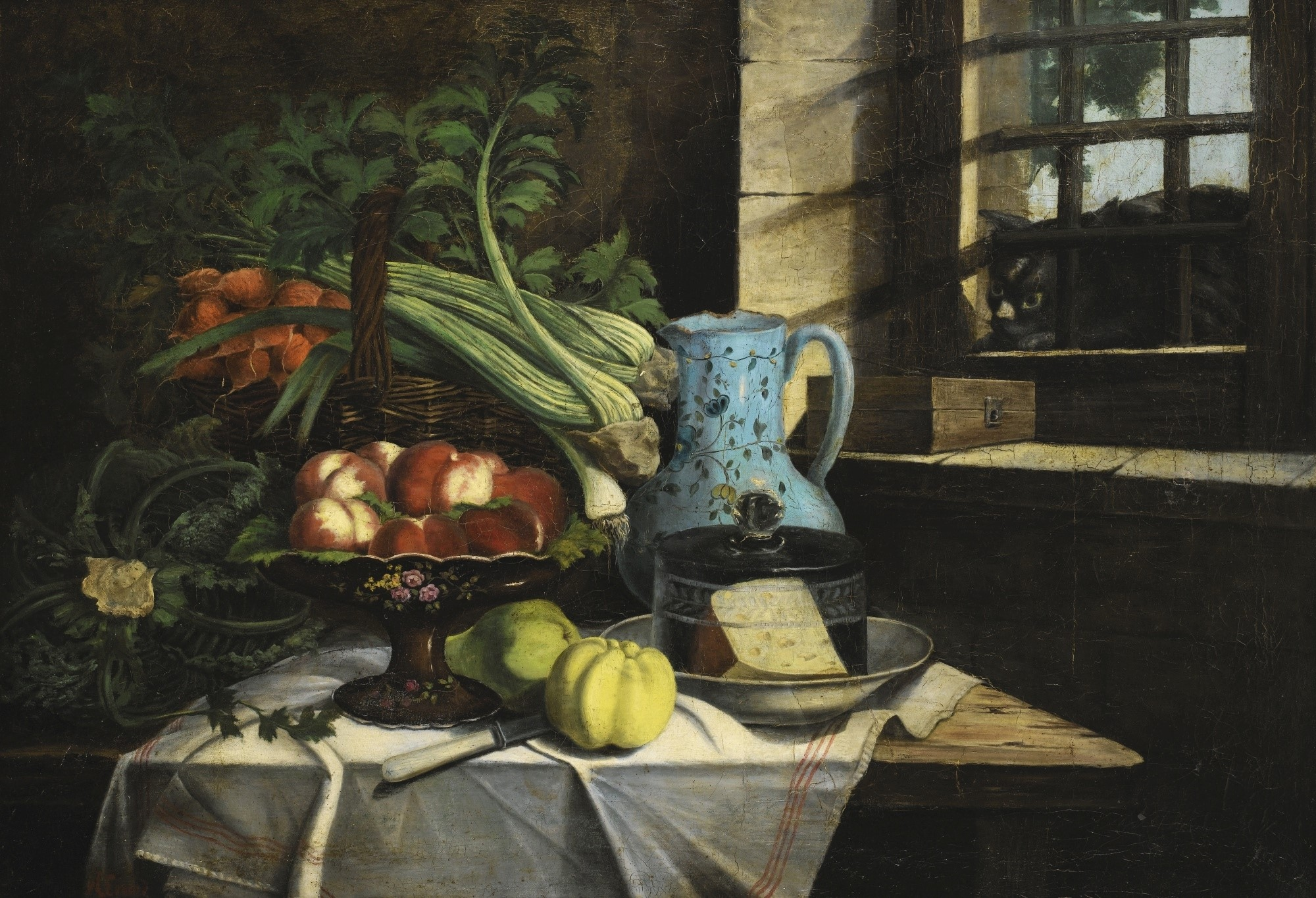
Nature morte avec un chat par Adèle Evrard.

Adèle Evrard participe à de nombreuses expositions en Belgique, en France et aux Pays-Bas. Lorsqu'elle commence à exposer ses toiles, la Belgique n'est pas encore indépendante et fait partie, depuis 1815, du royaume uni des Pays-Bas. Le thème floral en peinture revêt parfois une dimension nationaliste. Au Salon de Bruxelles de 1827, le critique du quotidien le Courrier des Pays-Bas, tout en reconnaissant les qualités artistiques d'Adèle Evrard, remarque qu'elle n'a pas représenté de tulipes – qu'il qualifie de roses de Hollande –, ni de myosotis, emblème du souvenir.
Lors du Salon de Gand de 1829, l'impératrice du Brésil admire tout particulièrement les œuvres florales des exposantes belges, dont Adèle Kindt et Adèle Evrard.
Au Salon de Bruxelles de 1836, grâce à ses deux tableaux Fleurs et Corbeille de roses, Adèle Evrard obtient une médaille d'argent. Sa participation aux expositions cesse aux Pays-Bas (1843), en France (1840) et en Belgique (1845).
Adèle Evrard meurt, à l'âge de 96 ans, à son domicile grand-place no 40 à Ath, le 22 juillet 1889.

## Œuvre

### Caractéristiques
Son champ pictural couvre essentiellement les natures mortes et la représentation de fleurs, de fruits et de gibier. Parfois, Adèle Evrard fait appel à des collaborateurs afin de peaufiner ses toiles, comme au Salon de Gand de 1838, où Lambert Mathieu étoffe le fond de son paysage.

### Expositions

#### Belgique
- Salon de Gand (XI) de 1820 : Un lièvre mort, une perdrix et des raisins bleus et blancs groupés ensemble, Un vase de cristal contenant diverses sortes de fleurs, posé sur une table recouverte d'un tapis et Deux bécasses groupées avec un oiseau mort ; des raisins bleus et blancs, et une corbeille à ouvrage sur une table de marbre, ornée d'un bas-relief de marbre blanc[7].
- Salon de Bruxelles de 1821 : Un tableau de fleurs et de fruits avec nid d'oiseau, Le Pendant avec le tapis et un tableau représentant une chouette et un pigeon ramier[8].
- Salon d'Anvers de 1822 : Un vase de cristal contenant diverses sortes de fleurs. Un melon, une pêche, des prunes, etc. sont groupés au pied du vase, lequel est posé sur une table de marbre[9].
- Salon de Gand (XII) de 1823 : Un vase contenant des fleurs, Du gibier, Un lièvre et un héron suspendus par la patte, groupés avec un canard, une bécasse et un lièvre, Deux grappes de raisin blanc et bleu attachés à leur branche et Une perdrix et une grive suspendues par les pattes[10].
- Salon de Bruxelles de 1824 : Un vase de cristal avec des fleurs, sur une table de marbre couverte d'un tapis, Un lapin et un renard mort, le premier suspendu à une patte et Fruits et gibier sur une table de marbre[11].
- Salon d'Anvers de 1825 : Gibier mort[12].
- Salon de Gand (XIII) de 1826 : Un vase de bronze groupé avec des fruits et du gibier et Une corbeille de fleurs[13].
- Salon d'Anvers de 1828 : Un vase de cristal contenant diverses sortes de fleurs et Différents fruits sur une table de marbre[14].
- Salon de Gand (XIV) de 1829 : Fruits, fleurs et gibier (deux peintures)[15].
- Salon de Bruxelles de 1830 : Un vase de cristal contenant des fleurs et des fruits groupés sur une table de marbre[16].
- Salon de Gand (XV) de 1832 : Fleurs et fruits et Gibier et fruits[17].
- Salon de Bruxelles de 1833 : Gibier, Fleurs et Fleurs et fruits[18].
- Salon d'Anvers de 1834 : Bouquet dans un bocal[19].
- Salon de Gand (XVI) de 1835 : Oiseau de proie, gibier, pêches, raisins etc. et Vase de cristal contenant des pêches, des raisins, etc.[20].
- Salon de Bruxelles de 1836 : Fleurs et Corbeille de roses (médaille d'argent)[21].
- Salon d'Anvers de 1837 : Corbeille remplie de fruits divers et deux peintures représentant Un vase contenant des fleurs[22].
- Salon de Gand (XVII) de 1838 : Un vase rempli de fleurs diverses et Un lièvre et autre gibier mort[6].
- Salon de Bruxelles de 1839 : Fruits, Fleurs et Fleurs[23].
- Salon d'Anvers de 1840 : Bouquet de fleurs dans un vase, Bouquet de fleurs dans un panier et Bouquet de fleurs dans un panier à anse[24].
- Salon de Gand (XVIII) de 1841 : Fleurs, Fleurs et Fleurs et fruits[25].
- Salon de Bruxelles de 1842 : Fleurs et Fleurs[26].
- Salon d'Anvers de 1843 : Un bouquet de fleurs dans un vase, Des fruits et des fleurs dans une corbeille et Des fleurs dans un vase de cristal[27].
- Salon de Gand (XIX) de 1844 : Bouquet de fleurs et Fruits[28].
- Salon de Bruxelles de 1845 : Des fleurs tombant d'un chapeau de paille suspendu à une branche de lilas[29].

#### France
- Salon de Douai de 1819 : Un vase de cristal, contenant plusieurs sortes de Fleurs ; un nid d'oiseau est au pied du vase et Une Bécasse, un Martin pécheur, du Raisin blanc et bleu, se trouvent grouppés [sic] auprès d'une corbeille à ouvrage, renfermant quelques broderies, une pomme de calvil[30].
- Salon de Lille de 1822 : Une bécasse et un pivert, groupés au pied d'un vase de cristal contenant des pêches et des raisins blancs et bleus, etc…[30].
- Salon de Douai de 1821 : Un Lièvre mort, suspendu par une patte ; une perdrix et des raisins blancs et bleus sont groupés à ses côtés[30].
- Salon d'Arras de 1822 : Un pigeon ramier et une chouette suspendus par les pattes[30]
- Salon de Valenciennes de 1833 : Une corbeille contenant du gibier, des fruits, etc… et Un vase de cristal posé sur une table de marbre avec des fleurs et des fruits[30].
- Salon de Douai de 1823 : Un lièvre et un héron suspendus par les pattes, groupés avec un canard, une bécasse et une grive, Des raisins blancs et bleus attachés à leur branche et Une perdrix et une grive suspendues par les pattes[30].
- Salon de Douai de 1829 : Un tableau de fleurs[30].
- Salon de Douai de 1831 : Un vase de cristal contenant diverses sortes de fleurs groupées avec des fruits[30].
- Salon de Douai de 1833  Une corbeille contenant du gibier, des fruits, etc. et Un vase de cristal posé sur une table de marbre, avec des fleurs et des fruits[30].
- Salon de Paris de 1840 : Fleurs dans une corbeille et Fleurs dans un vase[31].

#### Pays-Bas
- Exposition des maîtres vivants de 1821 : Un lièvre mort, une perdrix avec des raisins bleus et blancs[32].
- Exposition des maîtres vivants de 1824 : Une composition de fruits et Une perdrix et une grive mortes[32].
- Exposition des maîtres vivants de Haarlem de 1825 : Une nature morte[32].
- Exposition des maîtres vivants de 1826 : Une composition florale[32].
- Exposition des maîtres vivants de La Haye de 1827 : Un panier de raisins blancs et bleus sur une table en marbre[32].
- Exposition des maîtres vivants de 1828 : Une composition florale[32].
- Exposition des maîtres vivants de La Haye de 1841 : Une composition florale[32].
- Exposition des maîtres vivants de La Haye de 1843 : Une composition florale[32].

### Collection muséale
- Musée d'Amsterdam : Un panier de raisins blancs et bleus sur une table en marbre, exposé à La Haye en 1827[32].